# Акацієвий гай
Ака́цієвий Гай — ботанічна пам'ятка природи місцевого значення в Україні. Була створена рішенням виконкому обласної ради від 18 травня 1972 року в Ізмаїльському районі, поблизу міста Ізмаїл.. 
Площа 1,1 га. Ліквідовано у 2009 році.

## Адміністративна приналежність і розташування
Перебувала у підпорядкуванні Державного підприємства «Ізмаїльське лісове господарство». Входила до складу Ізмаїльського лісництва в урочищі «Баранівка», квартал 7, ділянка 9 (на захід від дороги Ізмаїл — Каланчак). Поблизу знаходилась інша пам'ятка «Баранівський ліс».

## Рослинність
Основна деревна флора — робінія звичайна та гледичія колюча. Це штучні насадження, які з'явилися у степу 1950 року. Підлісок складається здебільшого зі свидини криваво-червоної та скумпії звичайної.

## Скасування статусу
Дослідженнями О. Попової з Одеського національного університету ім. І. І. Мечникова у 2007 році встановлено, що пам'ятка втрачає дерева через старіння та всихання на посушливих і бідних ґрунтах. Видів, які були б занесені до Червоної книги України на цій території не було знайдено. Через це дослідниця зробила висновок про втрату пам'яткою еталонної та природоохоронної цінності.
Рішенням Одеської обласної ради від 20 березня 2009 року № 779-V об'єкт було скасовано. Скасування відбулось за рекомендацією Південного наукового центру НАН України та Одеського національного університету ім. І. І. Мечнікова з причини досягнення насадженнями граничного віку.